# Vincent Tong
Vincent Tong (Vancouver, 2 mei 1980) is een Canadese stemacteur die onder andere de stem van Kai in de serie LEGO Ninjago, Logan in Lego Dreamzzz, de Mandarin in Iron Man: Armored Adventures en verschillende personages in Sonic Prime vertolkt.

## Filmografie

### Films
| Film                                                 | Personage(s)                             |
| ---------------------------------------------------- | ---------------------------------------- |
| Bob the Builder: Mega Machines                       | Muck                                     |
| Barbie: A Fashion Fairytale                          | Hotdogeteria Guy                         |
| Barbie: Princess Charm School                        | Prince Nicholas, wachter 2               |
| Ghost Patrol                                         | Marco Flores, Texan                      |
| L.O.R.D: Legend of Ravaging Dynasties                | Silver                                   |
| My Little Pony: Equestria Girls                      | Flash Sentry                             |
| My Little Pony: Equestria Girls - Friendship Games   | Flash Sentry, Bus Driver                 |
| My Little Pony: Equestria Girls - Legend of Everfree | Flash Sentry, Sandalwood                 |
| My Little Pony: Equestria Girls - Rainbow Rocks      | Flash Sentry, Brawly Beats               |
| Ratchet & Clank                                      | Brax Lectrus en Solana Trooper           |
| Sausage Party                                        | Pislitz Chips, Juicebox, en Jamaican Rum |
| Slugterra: Return of the Elementals                  | Junjie                                   |
| Super Monsters Furever Friends                       | Drac, Luigi en Mr. Gabmore               |
| They Wait                                            | Young Xiang                              |
| The Ice Age Adventures of Buck Wild                  | Crash                                    |

### Series
| Serie                                      | Personage(s) |
| ------------------------------------------ | --- |
| 16 Hudson                                  | Sam, Mr. Wu, MC |
| Bob the Builder (VS)                       | Muck, Brandon |
| Chip and Potato                            | Mr. Badger-Fox, Mr. Buffalo, Pa Fant, Roy Razzle, Ray Razzle |
| Chuck's Choice                             | Joey Adonis, cameraman |
| Corner Gas Animated                        | Audio Book stem, clown, Impersonator #2, Jason Steele, Kyle, Male Hipster, New Vacuum, Ravi, Won Hu |
| Dinotrux                                   | Chunk, Navs, Washout, Ankylodump #1, Craneosaur #1, Jaffa |
| Dragons: The Nine Realms                   | Eugene Wong |
| Exchange Student Zero                      | John, Nephlan 1, Sensei |
| Gigantosaurus                              | Trey |
| Hero: 108                                  | Yan Ching |
| Iron Man: Armored Adventures               | Gene Khan/The Mandarin |
| Johnny Test                                | Jorf Muskerberg, Cheesy Singer |
| Kid vs. Kat                                | Henry |
| Kong: King of the Apes                     | Danny Quon, Chatter, Young Guy, Egyptische officier |
| Lego Dreamzzz                              | Logan |
| Lego Elves                                 | Tidus Stormsurfer |
| Lego Jurassic World: Legend of Isla Nublar | Dr. Henry Wu, Security Team Member #1, Mr. DNA, Security Team, Park Employee, Happy Man, Dino Trainer, Hotel Manager, Kid #3, Repair Crew Member, Markus, Park Worker #2 |
| Lego Jurassic World: The Secret Exhibit    | Dr. Henry Wu, Boy, Captain, ACU Team Member |
| Ninjago                                    | Kai, Good Detective, Doubloon, Lizaru, Chokun, Ray, Jerk, Constrictai Soldier (2), Muffled Judge, Littlest Boy, Subway Controller #1, Venomari Soldier, Serpentine Soldier, Serpentine Soldier #2, Bizarro Kai, Cop, Startooth, Mini Scout, Warrior Scout #2, Tommy, Nindroid, Rescue Member #2, Computer, Computer Voice, Thug, Restaurant Owner, Guard #1 en #2, Security #2, Rex Airship, Angry Ghost, Broken Arm Kid, Angry Pedestrian, Scavenger, White Mask, Biker #1, Cop #1, SOG Soldier, SOG Rider |
| Lego Nexo Knights                          | Jestro, Jousting Bieber |
| Littlest Pet Shop: A World of Our Own      | Mister Yut, Austin Goldenpup, Scoot Raccoonerson, Hoffman Beary, Shark Salesman, Foreman Macaw, Ferret Carnival Worker, Ride Operator, Ranger Greatpup, Walrus, Parrot, Sanders Pupson, Frog Monster |
| Llama Llama                                | Officer Flamingo, Daddy Gnu |
| LoliRock                                   | Mephisto |
| Mack & Moxy                                | Blump, Little Bird |
| Max Steel                                  | Vendor, Commander Parker voice |
| Mega Man: Fully Charged                    | Aki Light / Mega Man, Namagem |
| My Little Pony: Friendship is Magic        | Prince Blueblood, Pony Joe, Garble, Doughnut Joe, Flash Sentry, Dignitary, Duke of Maretonia, Yellow Changeling, Gray Throne Guard 2, Feather Bangs, Villager, Rumble (S7E21), Sandbar, Skeptical Somnambula Villager, Illusionary Changeling #2 |
| My Adventures with Superman                | Steve Lombard, Rough House |
| Nerds and Monsters                         | Irwin Chang-Stein, Young Monster 1, Man-Eating Pepper Plant, Fighting Monster #1 |
| Pac-Man and the Ghostly Adventures         | Master Goo |
| Packages from Planet X                     | Dan Zembrowsky |
| Polly Pocket                               | Nicholas, Mayor Kisser, Neil, Eduardo |
| Slugterra                                  | Junjie, Bartholomew, Quentin's Cell Guard |
| StarBeam                                   | Cosmic Crusher, Snowfoot |
| Storm Hawks                                | Raptor Guard |
| Superbook                                  | Aaron |
| Super Dinosaur                             | KAL / Erupticus |
| Super Monsters                             | Drac, Mr. Gabmore, Mandarin Teacher, Henri in Boots, Luigi, Werewolf Kid, Party Guest #3 |
| Sushi Pack                                 | Toro |
| Voltron Force                              | Daniel, Pedicab Robot, Comms Officer |
| The Epic Tales of Captain Underpants       | |
| The Deep                                   | Antaeaus "Ant" Nekton, Pirate Crewman #2, WOA Officer, Guard #1, Fisherman #1 en #2, Frank, Salvage Captain #2, Glaucus |
| The Dragon Prince                          | Prince Kasef |
| The Last Kids on Earth                     | Schnozz |
| Tom and Jerry Tales                        | Alien Mouse #1, Bearded Man |
| Mighty Mighty Monsters                     | Frankie |
| Sonic Prime                                | Renegade Knucks, Gnarly Knuckles, Knuckles the Dread, Dr. Deep, Dr. Don't, Dr. Babble |